# Magenta, Marne

Magenta este o comună în departamentul Marne, Franța. În 2009 avea o populație de 1,749 de locuitori.